# ロシア解放軍
ロシア解放軍（ロシアかいほうぐん、英語: Russian Liberation Army, ロシア語: Русская освободительная армия、略称РОА）は、独ソ戦の最中に結成されたソ連人捕虜による反共産党の対独協力者の軍事組織。総司令官はアンドレイ・ウラソフ。

## 概要

### 背景
独ソ戦では、スターリン打倒を目指す「東方部隊」（ドイツ側についたソ連人捕虜の部隊）なる集団は存在していたが、これらはドイツ軍の指揮下にあり、その上「祖国の解放」をめざす東部戦線ではなく、ドイツ占領下の西ヨーロッパ諸国で対レジスタンス闘争に従事させられていた。ともすれば士気が低下しがちである西ヨーロッパ各地に散在する「東方部隊」の兵士に、自分たちはロシア人総司令官の指揮下でスターリン体制打倒という共通の大義を持って闘っているのだという感情を与える、宣伝上のシンボルにすぎなかった。

### 1944年

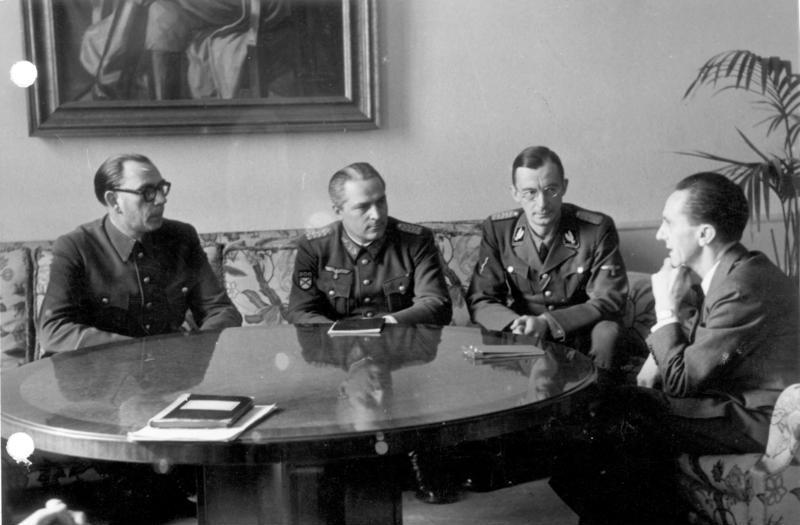
ヨーゼフ・ゲッベルス（右端）と会談するウラソフ（左端）

ロシア諸民族解放委員会の旗

しかし、1944年に入ると公式の「東方政策」を放棄せざるをえないほど戦局は悪化していたため、親衛隊長官ヒムラーが支援を申し出て、9月にヒムラーとウラソフとの間で会談が持たれ、ロシア解放のための政治組織と独自の軍隊の創設が合意された。
政治組織としては、「ロシア諸民族解放委員会」が創設された。ヒムラーは、ドイツ軍が大半のソ連領を回復した場合には、この委員会がロシア臨時政府となることを約束していた。
さらに1945年1月には「東方部隊」の指揮権を正式にドイツ国防軍から譲り受け、二つの師団を含む50,000名ほどの兵力を保持するようになった。
しかし、戦局は絶望的であり、有効的な戦闘ができないままであったが、ここで劇的なエピソードが発生した。第一師団約20,000名は、1945年3月に東部戦線に出動するようにとの命を受けたが、既にドイツ軍ではなくウラソフ総司令官の指揮下にある点を盾にとって命令遂行を渋り、4月にはチェコスロバキアに入っていた。この頃、連合軍とソ連軍が首都プラハに向けて進撃しており、チェコ・レジスタンスは6年間にわたるドイツ人占領者に対する蜂起を準備していた。連合軍・ソ連軍がすぐ近くまで接近していることを知らなかったレジスタンスの指導者は、プラハから30マイルほど離れた地点に駐屯していた師団へ支援を要請したのである。

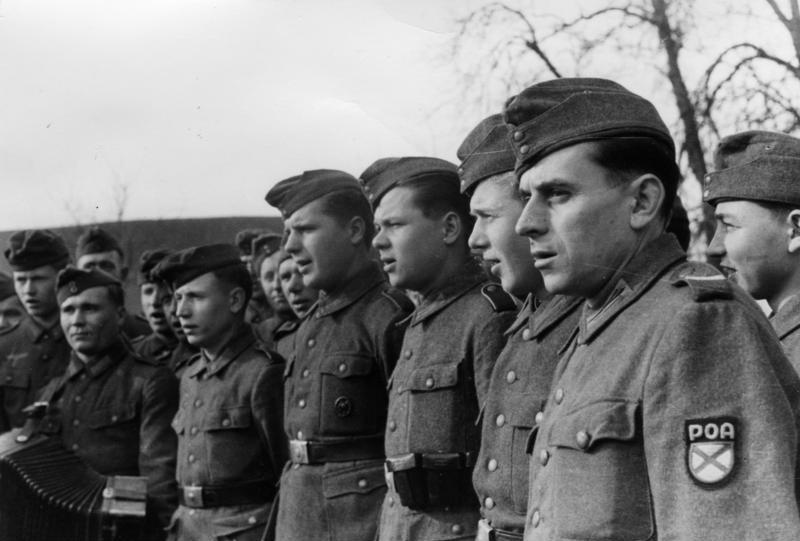
ロシア解放軍の兵士たち

ここで師団はレジスタンス側に加勢することを決し、ドイツ親衛隊と闘った。5月7日、連合国の到着前に師団の手でプラハは解放された。
ナチス・ドイツは5月9日に降伏し、それとともにロシア解放軍も連合軍に投降した。彼らは西側への政治的亡命を望んでいたが、その大半はソ連軍に逮捕されるか、あるいは同盟国の意向を慮った連合軍からソ連軍へ引き渡され、その結果多くが処刑された。
ソ連崩壊後、ロシア解放軍将兵は名誉回復の対象となったが、ウラソフの名誉回復は却下された。